# 北羅納德賽島
北羅納德賽島是蘇格蘭的島嶼，位於大西洋海域，為奧克尼群島最北端的島嶼，距離柯克沃爾60公里，長4公里、寬3.5公里，面積6.9平方公里，最高點海拔高度23米，2001年人口70。

## 外部連結
- Community website
- North Ronaldsay Bird Observatory（页面存档备份，存于）
- Bird Observatories Council
- Northern Lighthouse Board site on the history of North Ronaldsay Lighthouse（页面存档备份，存于）

59°22′24″N 2°25′33″W / 59.37339°N 2.42583°W